# Александар Гаталица
Александар Гаталица (Београд, 1964) српски је књижевник, преводилац и музички критичар. Поред књижевног стваралаштва, Гаталица певоди са античког грчког језика. Обавља дужност првог саветника амбасаде Републике Србије у Љубљани.

## Биографија
У Београду је дипломирао 1989. општу књижевност и теорију књижевности, са старогрчким језиком.
Током каријере био је на следећим функцијама: Уредник Едиције Европа, Уредник страница Светске књижевности, лист Данас, уредник мултимедијалног CD-рома Contemporary Serbian Art, члан Управе Српског ПЕН Центра, члан Управног одбора Европског покрета у Србији, потпредседник Европског покрета у Србији, уредник Годишњака српске књижевности Српског ПЕН центра, уредник издања Ко је ко (Who`s who), издање Српски ПЕН центар, Члан Савета за музику РТС, Уметнички директор Опере и театра Мадленианум, уредник додатка БЛИЦ књига, уредник културе Информативног програма РТС, Управитељ Фондације Народне библиотеке Србије, начелник одељења за програме из културе, односе са јавношћу и протокол НБС. Као музички критичар писао је критике за новине у Србији.
Као писац појавио се у српској књижевности 1993. године и до сада објавио преко једанаест књига. Проза Александра Гаталице преведена је на десет европских језика. Проза Александра Гаталице објављивана је у свим књижевним часописима у некадашњој Југославији и Србији.
Члан је Српског књижевног друштва.
Током 2021. одбио је да његова књига буде у конкуренцији за НИН-ову награду, што је објаснио становиштем да је жири те године некомпетентан.

## Дела

### Књижевност
- Линије живота (роман, Рад, Београд, 1993)
- Наличја (роман, БИГЗ, Београд, 1995)
- Мимикрије (приповетке, Стубови културе, Београд 1996)
- Век (циклус приповедака), Стубови културе, Београд 1999, Просвета 2010, Моно и Мањана 2012),
- Крај (роман, Глас српски, Бања Лука, 2001)
- Чиода са две главе (драма, поставка: Београдско драмско позориште, издање Наш траг, 1-4/2009 )
- Еурипидова смрт (роман, Филип Вишњић, Београд 2002)
- Најлепше приче Александра Гаталице (приредио Петар Пијановић, Едиција Нај, Просвета, Београд 2003)
- Београд за странце (циклус приповедака, Филип Вишњић, Београд 2004, исти издавач 2008)
- Дијалог са опсенама (две новеле, Глас Српски, Бањалука, 2006)
- Дневник поражених неимара (приповетке, Завод за уџбенике, Београд, 2006)
- Невидљиви (роман, Завод за уџбенике, Београд 2008)
- Процес (Франц Кафка, драматизација Александар Гаталица, КОВ, Вршац, 2011)
- Велики рат (роман, Моно и Мањана, Београд 2012)[7][8][9][10][11]
- Двадесет пети сат, роман, 2021.[12]
- Вариа, збирка приповетки, 2023.[13]
- Виолна и друге приче, збирка приповетки, 2024.[14]

### Музичке књиге
- Говорите ли класични? (музички есеји 1989 – 1992), Клио, Београд 1994.
- Црно и бело (биографије пијаниста стерео-ере) Европа, Београд 1998.
- Рубинштајн против Хоровица и обрнуто, Европа, Београд 1999.
- Златно доба пијанизма, Глас српски, Бања Лука, 2002.
- Квадратура нота (есеји и критике 1997 – 2004), Повеља, Краљево 2004.
- Анегдоте о великим музичарима (Креативни центар, 2010)

### Преводи
- Есхил: Прометеј у оковима,
- Софокле: Господар Едип,
- Еурипид: Алкеста), Финекс, Београд, 1993.
- Уметничка лирика старе Грчке (Поезија Алкеја, Сапфе и Анакреонта), Европа, Београд 1994.[15]
- Двојица јамбичара (Поезија Архилоха и Хипонакта), Европа, Београд, 1998.
- Хеленске драме (одабрани преводи Милоша Ђурића, Александра Гаталице и Едуарда Дајча. Уз старе преводе и нови,
- Еурипид: *Ифигенијина смрт у Аулиди), ЦИД, Подгорица, 2002, у два издања: броширано и библиофилско
- Хеленска поезија (од Тиртеја до Анакреонта), Завод за уџбенике и наставна средства Београд, 2003.
- Еурипид изабране драме (претходни преводи Еурипида и нови превод "Баханткиња"), Плато, 2007.
- Софокле: Господар Едип и Едип на Колону (Коло СКЗ), 2011

### Приређивач
- Јовица Аћин и Александар Гаталица 2018.Документарац о животу документаристе (Владан Слијепчевић 1930 – 1989), Европа, 1997.
- Књижевни воз, Европа 2000 (коприређивач са Видом Огњеновић и Владиславом Бајцем), Геопоетика, Београд 2001.
- Просветина књига фантастичне приче, Просвета, Београд 2004.
- Nouvelle prose Serbe (Textes reunis par Мирјана Аврамовић -Ouaknine et ), L`age D`Homme, Paris 2004.

### Позоришне поставке
У преводима Александар Гаталице до сада су постављене три античке драме.
- Ифигенијина смрт у Аулиди (Продукција Народног позоришта из Београда, режија Стеван Бодрожа 2004)
- Прометеј у оковима (Продукција фестивала БЕЛЕФ и Мадленианума, режија Стеван Бодрожа 2006)
- Баханткиње (Продукција Народног позоришта Београд, режија Стафан Валдемар Холм)

## Признања

### Одликовања
- Златна медаља за заслуге (Република Србија), 2021.[16]

### Књижевне награде
- Награда „Милош Црњански”, за роман Линије живота, 1994.
- Награда „Иво Андрић”, за најбољу збирку приповедака на српском језику, за књигу Век, 1999.[17]
- Награда „Giorgio la Pira”, за роман Линије живота, 2001.
- Награда Удружења драмских уметника, за драму Чиода са две главе, 2002.
- Награда „Стеван Сремац”, за роман Невидљиви, 2009.
- Награда „Umberto Saba”, за италијанско издање књиге Век, 2010.
- НИН-ова награда, за роман Велики рат, за 2012.
- Награда „Меша Селимовић”, за роман Велики рат, 2012.[18]
- Награда „Дејан Медаковић”, за књигу есеја Писац не станује овде, 2013.[19]
- Награда „Кочићево перо”, за књигу Огромни микрокосмоси, 2013.[20]
- Награда Народне библиотеке Србије за најчитанију књигу године, за роман Велики рат, 2014.[21]
- Награда „Исидора Секулић”, за роман Последњи аргонаут, за 2018.[22]
- Награда „Данко Поповић”, за роман Двадесет пети сат, 2022.
- Награда Радован Бели Марковић, за збирку приповетки Виолна и друге приче, 2024.[23]

## Галерија
- А. Јерков, А. Гаталица и Д. Ајдачић у разговору о књижевној фантастици
- Циклус Словенска и српска фантастика у Универзитетској библиотеци у Београду 2019.
- Циклус Словенска и српска фантастика у Универзитетској библиотеци у Београду 2019.
- Гаталица у Народној библиотеци у Пироту 2013. године
- Гаталица у Народној библиотеци у Пироту 2013. године